# Coppa dell'Imperatore 1987
La Coppa dell'Imperatore 1987 (第67回天皇杯全日本サッカー選手権大会?, Dai 67-kai Tennōhai Zen Nippon Sakkaa Senshuken Taika) è stata la sessantasettesima edizione della coppa nazionale giapponese di calcio.

## Formula
La formula introdotta nella stagione 1972 rimane invariata.
Ai dodici club partecipanti alla prima divisione della Japan Soccer League, si affiancano altre ventidue squadre scelte dai campionati regionali.

## Squadre partecipanti
Japan Soccer League
- Furukawa Electric
- Honda Motor
- Nippon Kokan
- Fujita
- Nissan Motors
- Yamaha Motors
- Mitsubishi HI
- Yomiuri
- Yanmar Diesel
- Toyota Motors
- Mazda
- Sumitomo Metals

Squadre regionali
- Cosmo Oil (Tokai)
- Doshisha University (Kansai)
- Fujitsu (Kantō)
- Fukuoka Daigaku (Kyūshū)
- Hakodate Mazda (Hokkaidō)
- Hitachi (Kantō)
- JATCO (Tokai)
- Kawasaki Steel (Chūgoku)
- Kyoto Sangyo Dai. (Kansai)
- Matsushita Electric (Kansai)
- Niigata 11 (Koshinetsu)
- Nippon Steel (Kyūshū)
- Ueda Gentian (Koshinetsu)
- NTT Kanto (Kantō)
- NTT Shikoku (Shikoku)
- Osaka Shodai (Kansai)
- Sapporo University (Hokkaidō)
- Seino (Tokai)
- TDK (Tohoku)
- Tōkai Daigaku (Kantō)
- Toshiba (Kantō)

## Date
| Turno            | Data             |                 |
| ---------------- | ---------------- | --------------- |
| Primo turno      | 19 dicembre 1987 |                 |
| Secondo turno    | 20 dicembre 1987 |                 |
| Quarti di finale | 27 dicembre 1987 |                 |
| Semifinali       | 30 dicembre 1987 |                 |
| Finale           | 1º gennaio 1988  | 1º gennaio 1988 |

## Risultati

### Primo turno
| Squadra 1           | Risultato                     | Squadra 2           |
| ------------------- | ----------------------------- | ------------------- |
| Doshisha University | 1 - 5                         | Yomiuri             |
| NTT Shikoku         | 0 - 2                         | Seino               |
| Honda Motor         | 2 - 1                         | Fujitsu             |
| Niigata 11          | 0 - 9                         | Fujita              |
| Nissan Motors       | 3 - 1                         | Cosmo Oil           |
| Hitachi             | 1 - 0                         | Yamaha Motors       |
| Tōkai Daigaku       | 10 - 1                        | TDK                 |
| Furukawa Electric   | 7 - 1                         | Hakodate Mazda      |
| Mitsubishi HI       | 1 - 0                         | NTT Kanto           |
| Sapporo University  | 0 - 3                         | Toshiba             |
| Kyoto Sangyo Dai.   | 0 - 5                         | Sumitomo Metals     |
| Osaka Shodai        | 1 - 1 (d.t.s.) 4 - 5 (d.c.r.) | Yanmar Diesel       |
| Mazda               | 3 - 0                         | JATCO               |
| Kawasaki Steel      | 1 - 5                         | Toyota Motors       |
| Nippon Steel        | 0 - 2                         | Matsushita Electric |
| Fukuoka Daigaku     | 0 - 2                         | Nippon Kokan        |

### Secondo turno
| Squadra 1           | Risultato                     | Squadra 2         |
| ------------------- | ----------------------------- | ----------------- |
| Doshisha University | 0 - 3                         | Yomiuri           |
| Fujita              | 0 - 0 (d.t.s.) 7 - 8 (d.c.r.) | Honda Motor       |
| Nissan Motors       | 4 - 0                         | Hitachi           |
| Tōkai Daigaku       | 0 - 4                         | Furukawa Electric |
| Toshiba             | 1 - 0                         | Mitsubishi HI     |
| Yanmar Diesel       | 1 - 3                         | Sumitomo Metals   |
| Toyota Motors       | 1 - 3                         | Mazda             |
| Matsushita Electric | 0 - 0 (d.t.s.) 4 - 2 (d.c.r.) | Nippon Kokan      |

### Quarti di finale
| Squadra 1           | Risultato                     | Squadra 2         |
| ------------------- | ----------------------------- | ----------------- |
| Honda Motor         | 1 - 1 (d.t.s.) 2 - 4 (d.c.r.) | Yomiuri           |
| Nissan Motors       | 1 - 1 (d.t.s.) 2 - 3 (d.c.r.) | Furukawa Electric |
| Toshiba             | 1 - 1 (d.t.s.) 3 - 5 (d.c.r.) | Sumitomo Metals   |
| Matsushita Electric | 0 - 0 (d.t.s.) 2 - 4 (d.c.r.) | Mazda             |

### Semifinale
| Squadra 1         | Risultato                     | Squadra 2 |
| ----------------- | ----------------------------- | --------- |
| Sumitomo Metals   | 0 - 0 (d.t.s.) 2 - 4 (d.c.r.) | Yomiuri   |
| Furukawa Electric | 1 - 3                         | Mazda     |

### Finale
| Tokyo 1º gennaio 1988                                    | Yomiuri   | 2 – 0 | Mazda | National Stadium |
| \| \| \| \| \| Toledo 44’ Totsuka 68’ \| Marcatori \| \| |           |       |       |                  |
|                                                          |           |       |       |                  |
| Toledo 44’ Totsuka 68’                                   | Marcatori |       |       |                  |

| Yomiuri | Mazda |

#### Formazioni
| Yomiuri          |    |                   |  |     |
|                  |    |                   |  |     |
| P                | 21 | Shinkichi Kikuchi |  |     |
| D                | 3  | Yasutarō Matsuki  |  |     |
| D                | 5  | Hisashi Katō      |  |     |
| D                | 19 | Yasuyuki Kishino  |  |     |
| D                | 6  | Satoshi Tsunami   |  |     |
| D                | 2  | Masakatsu Mori    |  |     |
| C                | 4  | Jorge Toledo      |  |     |
| C                | 10 | Ruy Ramos         |  |     |
| C                | 8  | Tetsuya Totsuka   |  | 87’ |
| A                | 9  | Yasuo Ueshima     |  |     |
| A                | 11 | Masato Ōtomo      |  |     |
| A disposizione:  |    |                   |  |     |
| C                | 15 | Yasutoshi Miura   |  | 87’ |
| Allenatore:      |    |                   |  |     |
| George Yonashiro |    |                   |  |     |

| Mazda           |    |                    |  |     |
|                 |    |                    |  |     |
| P               | 1  | Dido Havenaar      |  |     |
| D               | 2  | Shigekazu Nakamura |  |     |
| D               | 19 | Hiroshi Matsuda    |  |     |
| D               | 5  | Katsuyoshi Shintō  |  |     |
| D               | 22 | Yasuyuki Satō      |  |     |
| C               | 6  | Shigeru Sarusawa   |  |     |
| C               | 10 | Takahiro Kimura    |  |     |
| C               | 20 | Hidekazu Orita     |  |     |
| C               | 4  | Ron Jans           |  |     |
| C               | 12 | Shinji Kobayashi   |  |     |
| A               | 15 | Masahiro Imagawa   |  | 63’ |
| A disposizione: |    |                    |  |     |
| A               | 28 | Takumi Shima       |  | 63’ |
| Allenatore:     |    |                    |  |     |
| Hans Ooft       |    |                    |  |     |